# کوجو میچی‌تاکا
کوجو میچی‌تاکا (انگلیسی: Kujō Michitaka; ۱۱ ژوئن ۱۸۳۹ – ۴ ژانویهٔ ۱۹۰۶) سیاستمدار پسر کوجو هیساتادا یک کوگه مقام اشرافی در شوگون‌سالاری توکوگاوا و دوره میجی بود.
دختر او همسر امپراتور تایشو بود.